# Argentinska nogometna reprezentacija
Argentinska nogometna reprezentacija je nogometna reprezentacija iz Argentine. Pod upravom je Argentinskog nogometnog saveza.
Argentina ima jednu od najuspješnijih nogometnih reprezentacija. Argentinci su osvojili tri svjetska prvenstva i jednu olimpijsku titulu. Argentina i Urugvaj drže rekord u broju odigranih utakmica između dvije zemlje - od 1901. su odigrane 161 utakmice između ove dvije zemlje. Prvi meč protiv Urugvaja je bio prvi službeni međunarodni meč odigran van Britanskih granica. (Iako su Kanada i SAD odigrali dvije međunarodne utakmice 1885. i 1886., ova dva meča se ne smatraju službenim; Kanada nije igrala službene međunarodne utakmice do 1904. a SAD do 1916.)

## Povijest
Argentinska nogometna reprezentacija, poznatiji kao Gauchosi nastupili su pet puta u finalima Svjetskih nogometnih prvenstava uključujući i prvo finale u povijesti 1930. koje su izgubili 4:2 od domaćina Urugvaja.
U svom sljedećem finalu 1978. pobijedili su Nizozemsku 3:1 i to na domaćem terenu i tako po prvi put postali svjetski prvaci.
Drugi put im je to uspjelo s Diegom Maradonom u glavnoj ulozi. Pobjedom u finalu 3:2 nad Zapadnom Njemačkom, osvojili su Svjetsko prvenstvo 1986. u Meksiku. Ostala dva finala su izgubili 1990. i 2014. i to obadva puta protiv Njemačke.
Argentina je bila vrlo uspješna i na Copa Americi, osvojivši je rekordnih četrnaest puta. Prvenstvo Južne Amerike osvojili su 1941. 1945. i 1946.
Četrnaest puta su održane Panameričke igre, a Argentina je šest puta pobjeđivala na njima.
1992. osvojili su FIFA Kup konfederacija i Kirin kup, a zlatnu medalju na Olimpijskim igrama osvojili su Ateni 2004. 
U ožujku 2007. Argentina je prvi put dosegla prvo mjesto na FIFA ljestvici reprezentacija.

## Dresovi kroz povijest
- 1978.
- 1986.
- 1994.
- 1998–1999.
- 2002.
- 2002–2004.
- 2004–2006.
- 2006–2008.
- 2006–2008. gostujući
- 2008–2009.
- 2008–2009. gostujući
- 2010. gostujući

## Sastav
Argentinski izbornik objavio je konačni popis igrača za Svjetsko prvenstvo 2022. 11. studenog 2022. Dana 17. studenog Ángel Correa zamijenio je ozlijeđenog Nicolása Gonzáleza. Taj dan također se ozlijedio Joaquín Correa te ga je idući dan zamijenio Thiago Almada.
Nastupi i golovi zadnji put su ažurirani 16. studenog 2022. nakon utakmice protiv Ujedinjenih Arapskih Emirata.
| 0#0 | Poz. | Igrač                  | Datum rođenja (dob) | Nastupi | Golovi | Klub                   |
| --- | ---- | ---------------------- | ------------------- | ------- | ------ | ---------------------- |
| 1   | G    | Franco Armani          | 16. listopada 1986. | 18      | 0      | River Plate            |
| 2   | B    | Juan Foyth             | 12. siječnja 1998.  | 16      | 0      | Villarreal             |
| 3   | B    | Nicolás Tagliafico     | 31. kolovoza 1992.  | 42      | 0      | Lyon                   |
| 4   | B    | Gonzalo Montiel        | 1. siječnja 1997.   | 18      | 0      | Sevilla                |
| 5   | V    | Leandro Paredes        | 29. lipnja 1994.    | 46      | 4      | Juventus               |
| 6   | B    | Germán Pezzella        | 27. lipnja 1991.    | 32      | 2      | Real Betis             |
| 7   | V    | Rodrigo De Paul        | 24. svibnja 1994.   | 44      | 2      | Atlético Madrid        |
| 8   | V    | Marcos Acuña           | 28. listopada 1991. | 43      | 0      | Sevilla                |
| 9   | N    | Julián Álvarez         | 31. siječnja 2000.  | 12      | 3      | Manchester City        |
| 10  | N    | Lionel Messi (kapetan) | 24. lipnja 1987.    | 165     | 91     | Paris Saint-Germain    |
| 11  | N    | Ángel Di María         | 14. veljače 1988.   | 124     | 27     | Juventus               |
| 12  | G    | Gerónimo Rulli         | 20. svibnja 1992.   | 4       | 0      | Villarreal             |
| 13  | B    | Cristian Romero        | 27. travnja 1998.   | 12      | 1      | Tottenham Hotspur      |
| 14  | V    | Exequiel Palacios      | 5. listopada 1998.  | 20      | 0      | Bayer Leverkusen       |
| 15  | N    | Ángel Correa           | 9. ožujka 1995.     | 22      | 3      | Atlético Madrid        |
| 16  | V    | Thiago Almada          | 26. travnja 2001.   | 1       | 0      | Atlanta United FC      |
| 17  | V    | Papu Gómez             | 15. veljače 1988.   | 15      | 3      | Sevilla                |
| 18  | V    | Guido Rodríguez        | 12. travnja 1994.   | 26      | 1      | Real Betis             |
| 19  | B    | Nicolás Otamendi       | 12. veljače 1988.   | 93      | 4      | Benfica                |
| 20  | V    | Alexis Mac Allister    | 24. prosinca 1998.  | 8       | 0      | Brighton & Hove Albion |
| 21  | N    | Paulo Dybala           | 15. studenoga 1993. | 34      | 3      | Roma                   |
| 22  | N    | Lautaro Martínez       | 22. kolovoza 1997.  | 40      | 21     | Internazionale         |
| 23  | G    | Emiliano Martínez      | 2. rujna 1992.      | 19      | 0      | Aston Villa            |
| 24  | V    | Enzo Fernández         | 17. siječnja 2001.  | 3       | 0      | Benfica                |
| 25  | B    | Lisandro Martínez      | 18. siječnja 1998.  | 10      | 0      | Manchester United      |
| 26  | B    | Nahuel Molina          | 6. travnja 1998.    | 20      | 0      | Atlético Madrid        |

## Statistike

### Igrači s najviše nastupa
| Broj | Igrač              | Godine           | Nastupi | Golovi |
| ---- | ------------------ | ---------------- | ------- | ------ |
| 1    | Javier Mascherano* | 2003. – 2018.    | 147     | 3      |
| 2    | Javier Zanetti     | 1994. – 2011.    | 143     | 4      |
| 3    | Lionel Messi*      | 2005. – trenutno | 138     | 70     |
| 4    | Roberto Ayala      | 1994. – 2007.    | 114     | 7      |
| 5    | Diego Simeone      | 1988. – 2002.    | 104     | 9      |
| 6    | Ángel Di María*    | 2008. – trenutno | 102     | 20     |
| 07   | Oscar Ruggeri      | 1983. – 1994.    | 97      | 7      |
| 07   | Sergio Agüero*     | 2006. – trenutno | 97      | 41     |
| 9    | Sergio Romero*     | 2009. – trenutno | 96      | 0      |
| 10   | Diego Maradona     | 1977. – 1994.    | 91      | 34     |

- Zvjezdica (*) označuje da je igrač još uvijek aktivan ili igra za nacionalni sastav.
- Broj nastupa i golova unesen poslije utakmice sa Urugvajom: 18. studenog 2019.

### Igrači s najviše golova
| Broj | Igrač             | Godine           | Golovi | Nastupi |
| ---- | ----------------- | ---------------- | ------ | ------- |
| 1    | Lionel Messi*     | 2005. – trenutno | 70     | 138     |
| 2    | Gabriel Batistuta | 1991. – 2002.    | 54     | 78      |
| 3    | Sergio Agüero*    | 2006. – trenutno | 41     | 97      |
| 4    | Hernán Crespo     | 1995. – 2007.    | 35     | 64      |
| 5    | Diego Maradona    | 1977. – 1994.    | 34     | 91      |
| 6    | Gonzalo Higuaín*  | 2009. – 2018.    | 31     | 75      |
| 7    | Luis Artime       | 1961. – 1967.    | 24     | 25      |
| 8    | Daniel Passarella | 1976. – 1986.    | 23     | 70      |
| 09   | Leopoldo Luque    | 1975. – 1981.    | 21     | 45      |
| 09   | José Sanfilippo   | 1956. – 1962.    | 21     | 29      |

- Zvjezdica (*) označuje da je igrač još uvijek aktivan ili igra za nacionalni sastav.
- Broj nastupa i golova unesen poslije utakmice sa Urugvajom: 18. studenog 2019.

### Poznati igrači
Sljedeći igrači imaju najmanje 50 nastupa ili 10 golova za reprezentaciju.
| - Pablo Aimar (1997. – 2009.) - Antonio Angelillo (1957.) - Osvaldo Ardiles (1974. – 1982.) - Roberto Ayala (1995. – 2007.) - Abel Balbo (1988. – 1998.) - Gabriel Batistuta (1991. – 2003.) - Claudio Borghi (1983. – 1986.) - Miguel Ángel Brindisi (1969. – 1974.) - José Luis Brown (1983. – 1990.) - Jorge Burruchaga (1983. – 1990.) - Pedro Calomino (1917. – 1921.) - Claudio Caniggia (1988. – 2002.) - Roberto Cherro (1926. – 1937.) - Omar Oreste Corbatta (1956. – 1962.) - Hernán Crespo (1995. – 2007.) - Alfredo Di Stéfano (1947.) - Ramón Díaz (1979. – 1982.) - Rogelio Domínguez (1951. – 1963.) - Ubaldo Fillol (1972. – 1985.) - Rodolfo Fischer (1967. – 1972.) - Marcelo Gallardo (1995. – 2002.) - Américo Gallego (1975. – 1982.) - Ricardo Giusti (1983. – 1990.) - Kily González (1995. – 2005.) - Sergio Goycochea (1989. – 1995.) - Gabriel Heinze (2003. – 2010.) - Mario Kempes (1974. – 1982.) - Ángel Labruna (1942. – 1958.) - Claudio López (1995. – 2004.) - Félix Loustau (1945. – 1952.) - Leopoldo Luque (1975. – 1981.) | - Rinaldo Martino (1942. – 1948.) - Herminio Masantonio (1935. – 1942.) - José Manuel Moreno (1940. – 1947.) - Luis Monti (1924. – 1931.) - Julio Olarticoechea (1982. – 1990.) - Jorge Olguín (1976. – 1982.) - Ermindo Onega (1960. – 1967.) - Ariel Ortega (1993. – 2010.) - Daniel Passarella (1974. – 1986.) - Adolfo Pedernera (1940. – 1946.) - Carlos Peucelle (1928. – 1940.) - Nery Pumpido (1983. – 1990.) - Juan Román Riquelme (1997. – 2008.) - Oscar Ruggeri (1982. – 1994.) - Walter Samuel (1999. – 2010.) - José Sanfilippo (1957. – 1962.) - Javier Saviola (2003. – 2006.) - Roberto Néstor Sensini (1987. – 2003.) - Diego Simeone (1991. – 2003.) - Juan Pablo Sorín (1995. – 2006.) - Domingo Tarasconi (1922. – 1929.) - Jorge Valdano (1980. – 1990.) - Juan Sebastián Verón (1995. – 2010.) - Javier Zanetti (1994. – 2011.) - Javier Mascherano (2003. – 2018.) - Carlos Tévez (2004. – 2015.) - Maxi Rodriguez (2003. – 2014.) - Lionel Messi (2005.–) |

## Izbornici
|  | - Angel Vázquez (1924. – 1925.) - José Lago Millán (1927. – 1928.) - Francisco Olazar (1928. – 1929.) - Olazar i Tramutola (1929. – 1930.) - Felipe Pascucci (1934. – 1934.) - Manuel Seoane (1934. – 1937.) - Ángel Fernández Roca (1937. – 1939.) - Guillermo Stábile (1939. – 1960.) - Victorio Spinetto (1960. – 1961.) - José D'Amico (1961. – 1961.) - Juan Carlos Lorenzo (1962. – 1963.) - Alejandro Galán (1963. – 1963.) | - Horacio Amable Torres (1963. – 1964.) - José María Minella (1964. – 1968.) - Renato Cesarini (1968. – 1968.) - Humberto Dionisio Maschio (1968. – 1969.) - Adolfo Pedernera (1969. – 1969.) - Juan José Pizzuti (1969. – 1972.) - Enrique Omar Sívori (1972. – 1974.) - Vladislao Cap (1974. – 1974.) - César Luis Menotti (1974. – 1983.) - Carlos Bilardo (1983. – 1990.) - Alfio Basile (1990. – 1994.) | - Daniel Passarella (1994. – 1998.) - Marcelo Bielsa (1998. – 2004.) - José Néstor Pékerman (2004. – 2006.) - Alfio Basile (2006. – 2008.) - Diego Maradona (2008. – 2010.) - Sergio Batista (2010. – 2011.) - Alejandro Sabella (2011. – 2014.) - Gerardo Martino (2014. – 2016.) - Edgardo Bauza (2016. – 2017.) - Jorge Sampaoli (2017. – 2018.) - Lionel Scaloni (2018.–danas) |